# Rejon dubieński
Rejon dubieński (ukr. Дубенський район) – rejon na Ukrainie, w obwodzie rówieńskim, z siedzibą w Dubnie. Powierzchnia wynosi 3294,2 km² (16,4% powierzchni obwodu), liczba ludności wynosi 169,1 tys. osób (2020).
Rejon składa się z 19 hromad terytorialnych:

- Dubno(inne języki)
- Radziwiłłów(inne języki)
- Demidówka(inne języki)
- Smyga(inne języki)
- Młynów(inne języki)
- Boremel(inne języki)
- Warkowicze(inne języki)
- Werba(inne języki)
- Mirohoszcza Pierwsza(inne języki)
- Pełcza(inne języki)
- Prywilne(inne języki)
- Semiduby(inne języki)
- Tarakanów(inne języki)
- Bokujma(inne języki)
- Ostrożec(inne języki)
- Podłoźce(inne języki)
- Jarosławicze(inne języki)
- Kozin(inne języki)
- Krupiec(inne języki)

Rejon został utworzony 19 lipca 2020 roku decyzją Rady Najwyższej o przeprowadzeniu reformy administracyjno-terytorialnej Ukrainy. W jego skład weszły dotychczasowe rejony:
- dubieński (1939–2020)
- radziwiłłowski
- demidowski
- młynowski.